# Hemigrammocharax monardi
Hemigrammocharax monardi är en fiskart som beskrevs av Pellegrin, 1936. Hemigrammocharax monardi ingår i släktet Hemigrammocharax och familjen Distichodontidae. IUCN kategoriserar arten globalt som livskraftig. Inga underarter finns listade i Catalogue of Life.